# Platja de la Malva-rosa de Corinto
La platja de la Malva-rosa de Corinto està localitzada a l'extrem nord del terme municipal de Sagunt, al Camp de Morvedre (València), junt al terme d'Almenara. És d'arena gruixuda i grava i recorre 2.200 metres. La seua amplària mitjana és de 75 metres. La denominació Corinto fa referència a una urbanització de la zona.
És la platja més natural i menys ocupada de Sagunt, amb un cordó de dunes que mantenen vegetació.